# (612158) 2000 FV53
(612158) 2000 FV53 – planetoida z grupy obiektów transneptunowych, krążąca wokół Słońca w pasie Kuipera. Należy do plutonków. Jej nazwa jest oznaczeniem tymczasowym.
Planetoida okrąża Słońce w średniej odległości 39,4 j.a., a na jeden obieg potrzebuje około 247 lat. (612158) 2000 FV53 została odkryta 31 marca 2000 roku z Obserwatorium na Mauna Kea. Średnica obiektu wynosi około 116 km.